# Flotă NATO în Marea Neagră
O Flotă NATO în Marea Neagră  denumită generic Flotila Aliată în Marea Neagră reprezintă (în prezent) un concept referitor la constituirea în zona Mării Negre a unei grupări navale multinaționale permanente aflată în structura de forțe⁠(de)[traduceți] a Organizației Tratatului Atlanticului de Nord.
Bazinul Mării Negre este dominat în prezent de flota rusă, fiind singura regiune unde Federația Rusă poate face față, din punct de vedere naval, NATO. Turcia are un ascendent important în regiune, fiind custode al Convenției de la Montreux. Aceasta, prin regulile sale a condus la o situație care a lăsat Marea Neagră la discreția Turciei și Rusiei, stare care există și în prezent și limitează proiecția capabilităților NATO în zona pontică. În ce privește perspectiva asupra securității maritime a celorlalte state litorale, aceasta nu este una unitară.
Abordat cu începere din anul 2016, proiectul unei forțe operative navale în Marea Neagră, a NATO, a urmărit compensarea amprentei militare ruse în regiune, amplificată semnificativ după Anexarea Crimeii de către Federația Rusă și a fortificării peninsulei. Scopurile sale eu urmărit atât contestarea supremației navale a Federației Ruse, în zonă, cât și extinderea în regiune a implicării SUA în ce privește descurajarea militară a Rusiei⁠(en)[traduceți], precum și oferirea către Ucraina și Georgia, aspirante la statutul de membrul al Alianței, a unui nou spațiu de cooperare în cadrul NATO. Federația Rusă a respins de la bun început ideea existenței unei flote a Alianței în regiune, susținând atât perspectiva conform căreia Marea Neagră este o mare închisă și nu poate fi spațiu NATO, cât și pe cea a faptului că statul rus este obligat să ia în compensație măsuri adecvate, cu scopuri asiguratorii în ce privește propria securitate la frontierele sale sudice. Narativele ruse vin în contradicție cu realitatea de pe teren, unde încă din anul 2014, Rusia este angajată în mod activ în recâștigarea controlului asupra Regiunea Mării Negre, ceea ce pune probleme de securitate tuturor celorlalte state litorale.
În contextul abordării prin prisma unor perspective diferite asupra subiectului de către statele litorale NATO (Turcia, România și Bulgaria), a lipsei unui concept aerian și maritim ⁠(en)[traduceți] adaptat în mod particular Mării Negre și a lipsei de operaționalizare în mediu integrat a capabilităților statelor NATO, din areal, proiectul nu s-a concretizat până în prezent. El există însă în continuare, fiind subiect al unor modificări, care, să-l facă compatibil atât cu raportarea la dimensiunea majoră a capabilităților navale turce⁠(en)[traduceți], cât și cu opțiunea Turciei de menținere a statu quoului, reprezentat de primatul regimului Convenției de la Montreux în afacerile politico-militare ale Mării Negre. Definirea Regiunii Mării Negre ca fiind de importanță strategică pentru NATO la Madrid în 2022⁠(en)[traduceți], precum și prezumptiva inițiere a creării unei strategii pentru areal, din perspectiva intereselor SUA prin Black Sea Security Act of 2022, tind să creeze un teren, pe care ansamblul măsurile militare adoptate de SUA și NATO ar urma să conducă la crearea, în regiune, a unei zone în care să funcționeze eficient măsuri de descurajare a Rusiei, sub cupola strategiei antiacces și de interdicție. Proiectul respectivei forțe operative navale a NATO urmează să se integreze acestei perspective.

## Strategia antiacces și de interdicție într-o mare semi-închisă
Datorită faptului că sistemul antiacces și de interdicție (A2/AD) este o capabilitate de nivel întrunit, cu obiective operative și geostrategice, nivelul operativ  predomină ca importanță în raport cu nivelul tactic, în ce privește analiza mediului fizic.
În timp de pace, o sarcină principală a strategiei navale este de a obține suficient spațiu pentru acțiunile forțelor navale și aero-navale⁠(en)[traduceți] proprii, în timp de război. Este de remarcat astfel faptul că, dimensiunile, configurația și poziția strategică a coastei avute la dispoziție pentru forțele proprii contează, deoarece de acestea depind rapiditatea, desfășurarea și redistribuirea forțelor navale. Mai mult, respectivele forțe, în timp de război, nu ar trebui să depindă de o singură bază navală⁠(en)[traduceți] majoră.

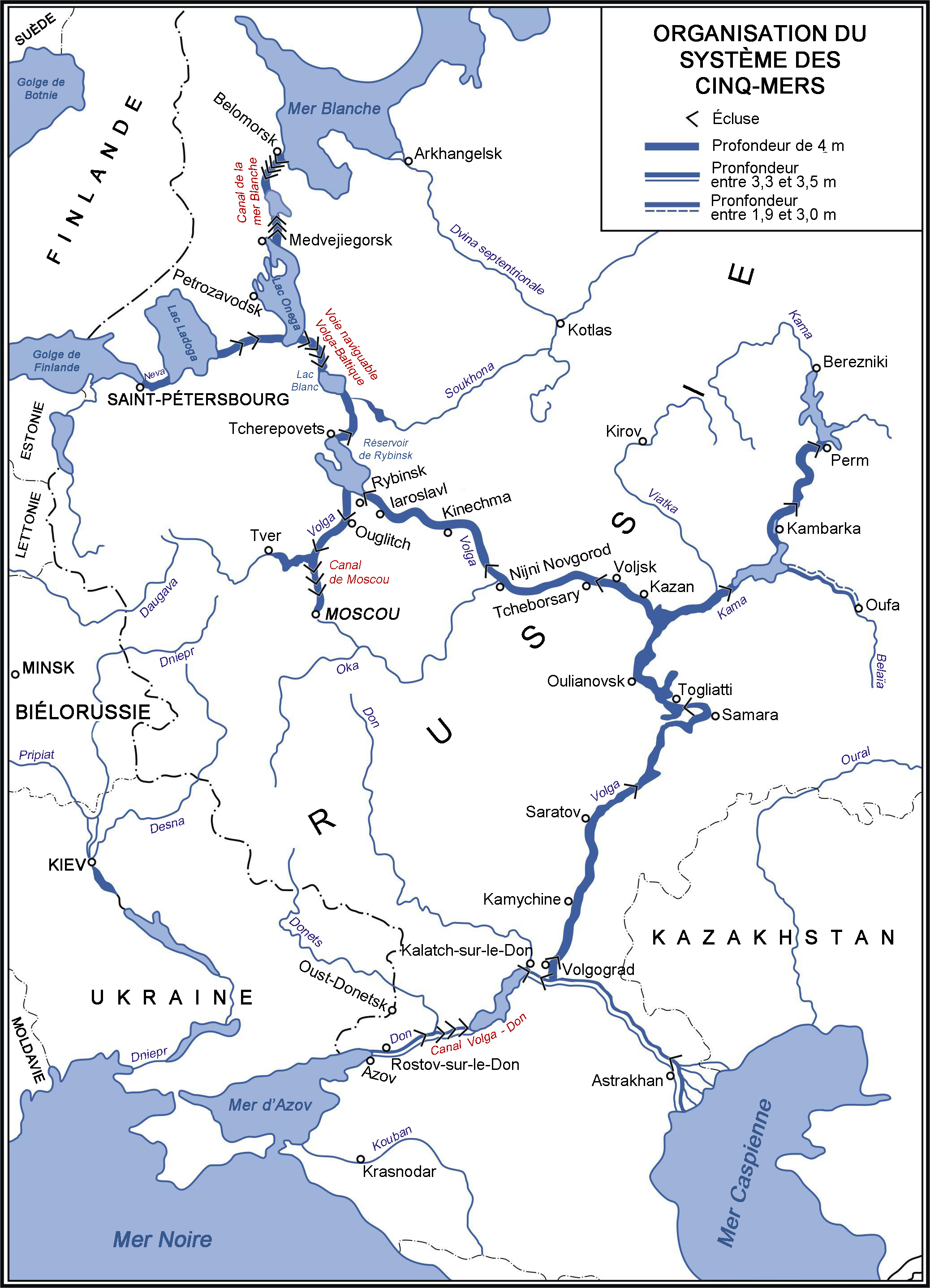
Sistemul celor cinci mări în Rusia europeană

În ce privește tipicul acțiunilor de luptă pretabile pe frontul maritim în arealul Mării Negre, acestea urmează să se desfășoare cu intensitate și în mod simultan, pe toată suprafața acesteia. Acțiunile militare se pot însă extinde și în mările adiacente (e.g. Marea Mediterană, Marea Azov sau Marea Baltică), dată fiind autonomia platformelor moderne.

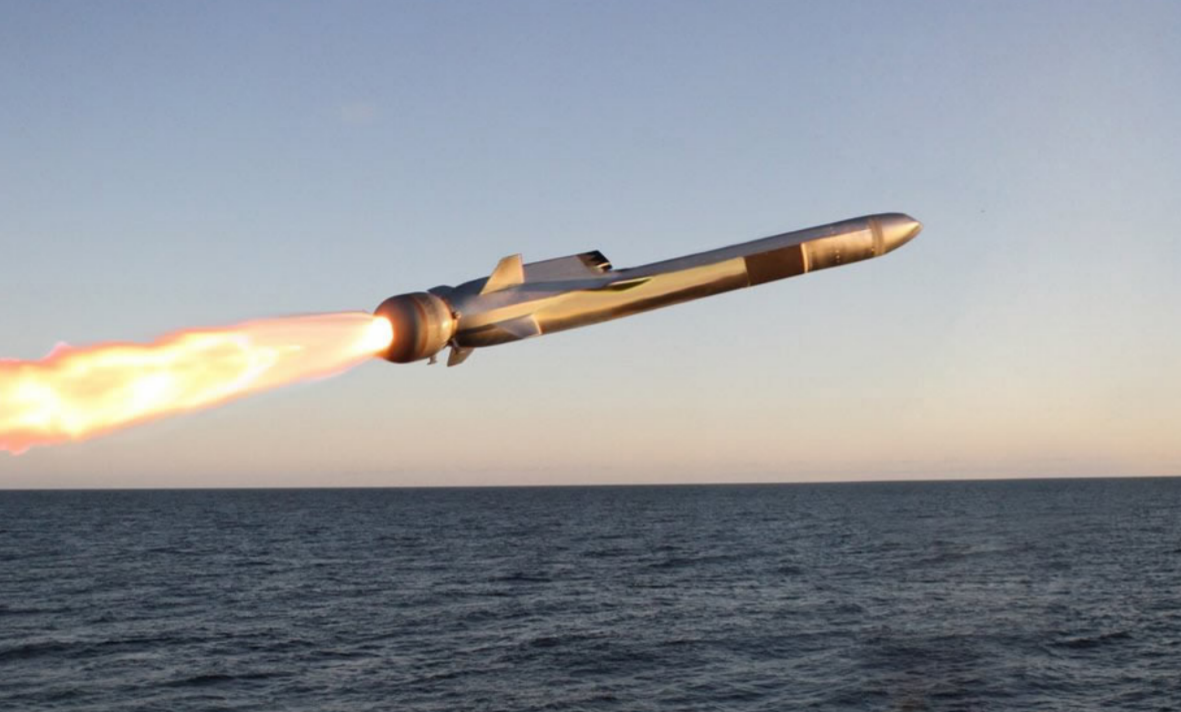
Lansarea unei rachete antinavă.

Având loc sub umbrela A2/D2, acțiunile militare sunt acoperite de sisteme de coastă⁠(en)[traduceți] (acestea fiind însă, de unele singure, insuficiente pentru a combate o forță navală superioară). O lovitură cu rachete antinavă⁠(en)[traduceți] lansate de pe uscat sau de pe nave, în masă, poate distruge o bună parte dintr-o formație de nave sau chiar toată formația. Capacitățile de bruiaj electronic instalate atât pe nave și aeronave, cât și pe uscat cu acțiune în direcția mării, fac însă de la dificilă la imposibilă, folosirea senzorilor și a armelor ghidate. Cu toate acestea însă, acțiunile militare decisive urmează să folosească mai ales arme de înaltă precizie, cu precădere rachete.
Puterea aeriană surclasează ca importanță pe cea navală și este factor decisiv, în războiul pe mare. Este de menționat, în acest context, că unul dintre cele mai eficente mijloace de a ataca navele inamice este reprezentat, de forțele aeriene cu baza la sol. În contextul specific pontic, timpul avut la dispoziție pentru refacerea forțelor între două atacuri aeriene este insuficient atât pentru reaprovizionare cât și pentru reorganizarea dispozițiilor de luptă.
Odată obținută superioritatea aeriană în zona de operații maritime, acțiunile navale pot deveni decisive în ce privește recâștigarea controlului asupra mării și deci, în ce privește evoluția frontului. Ca atare, în ce privește Marea Neagră, factorul decisiv este reprezentat de loviturile aero-navale.
Forțele navale superioare care, reușesc să mențină controlul mării, pot ușor asigura interdicția liniilor maritime de comunicație⁠(en)[traduceți] (în engleză Sea Lines of Communication, acronim SLOC). La rândul său, armamentul de pe litoral⁠(en)[traduceți] poate și el să asigure un anume grad de limitare a folosirii mării (în engleză Sea denial).
Depinzând de situația de la nivelul litoralului și de configurația acestuia, există posibilitatea de a dezvolta o direcție operațională dinspre mare spre litoral, prin intermediul unei operațiuni amfibii⁠(en)[traduceți]. Superioritatea tehnologică este una dintre condițiile necesare.
Până în prezent, în istorie acțiunile militare principale în Marea Neagră s-au desfășurat în apropierea litoralului, cu sprijin terestru. Desfășurarea forțelor de luptă costiere⁠(en)[traduceți] (litorale) și manevra acestora pot fi însă mai dificile. Cu toatea acestea, dificultatea respectivă are o contrapondere în capacitatea de a combina manevra și puterea de foc atât pe mare, cât și pe uscat, ceea ce aduce un avantaj, pe câmpul de luptă.

## Premise
Principial, din punct de vedere al bunelor practici, securitatea unie mări semi-închise ar trebui să fie negociată și menținută de statele riverane respectivei mări.
Marea Neagră este o astfel de mare semi-închisă, în care Flota Mării Negre (rusă) are cea mai mare experiență, este întotdeauna cu un pas înainte și nu are un obstacol real. În mod particular căile comerciale navale din această mare sunt vulnerabile, ceea ce a și fost demonstrat în 2008 prin blocarea porturilor georgiene și în 2022 prin blocarea porturilor ucrainene, de către marina rusă. Este de notat, de asemenea, că bazinul Mării Negre este singura regiune unde Federația Rusă poate face față, din punct de vedere naval, NATO.
În termeni de evoluție, dezvoltarea flotei ruse din această mare este una cu caracter persistent și care este modulată de factori precum situații geostrategice favorabile ori bariere impuse geopolitic, sau de apariția unor probleme interne ale statului rus. Caracterul acestei dezvoltări este oportunist și corelat atât cu interesele naționale ruse, cât și cu lecțiile învățate în timp.
Restul statelor riverane Mării Negre exprimă în ce privește securitatea maritimă interese diferite:
- Turcia prefera ca marea să fie una închisă[10] și are un ascendent important în regiune, fiind custode al Convenției de la Montreux. Se află, de asemenea, în proces de redefinire în ce privește raporturile sale cu Marea Neagră[4] și din 2016, este angrenată într-un proces de apropiere față de Rusia.[11]
- Organizația Tratatului Atlantincului de Nord și Uniunea Europeană, în calitate de actori mondiali importanți, sunt cvasi-riverani mării,[4] Uniunea fiind interesată în conturarea unei amprente atât regionale, cât și globale, majore. Deși prezentă la Marea Neagră prin 3 țări, NATO însă este mult mai activă la Marea Baltică și la frontiera de nord-est.[6]
- Statele Unite ale Americii  sunt interesate în a fi prezente din punct de vedere politico-militar în mod activ, la granițele estice europene[4]
- România dorește ca marea să fie una deschisă către NATO și UE,[10] iar pentru ea securitatea maritimă este o preocupare[4]
- Bulgaria nu are un interes definit, în ce privește impunerea unei strategii de securitate în zonă și este indiferentă în raport cu dominanța rusă.[4] Mai mult, dorește evitarea conflictelor cu Rusia, în parte pentru că în țară există un fond de simpatie față de Federație,[10] precum și legături istorice și culturale cu aceasta,[12] iar în parte pentru că se simte amenințată mai mult de Turcia decât de Rusia[10] (iar într-o eventuală flotă⁠(en)[traduceți] NATO, forțele sale navale ar fi plasate în mod inevitabil sub comanda celor ale Turciei).[12]
- Georgia nu influențează securitatea, în areal[4]

## Convenția de la Montreux
Strâmtoarea Bosfor
     Strâmtoarea Dardanele
Convenția de la Montreux, limitează proiecția capabilităților NATO în zona pontică. Convenția, din 1936, a creat o situație care a lăsat Marea Neagră la discreția Turciei și Rusiei, stare care există și în prezent. Mai mult, starea de acces neîngrădit al Rusiei la oceanul planetar o influențează pe aceasta, în sensul existenței unui interes de menținere a unei bune relații diplomatice cu Turcia, care, controlează din punct de vedere militar strâmtorile Bosfor și Dardanele. Controlul acestora oferă statului care îl deține avantaje strategice excepționale, iar Turcia, în caz de război, folosește aceste strâmtori la discreția sa.
Convenția asigură o protecție legală, care, ține Marile Puteri la distanță de securitatea Mării Negre și deci, de statutul de putere navală impresionantă a Rusiei, la nivelul acestei mări. De asemenea, în caz de închidere a lor, aceasta favorizează din punct de vedere maritim strategic Rusia.
Există opinia că în contextul realității geostrategice actuale, în care Zona Mării Negre include  o parte din Flancul Estic al NATO, Rusia a declanșat o invazie în Ucraina, Georgia și Ucraina nu au participat la negocierea Convenției, iar Marea Neagră este o punte de legătură cu Mediterana de Est⁠(en)[traduceți], Orientul Mijlociu și Caucazul de Sud, Marea Neagră ar trebui să devină o mare deschisă, în sensul atribuit acestui termen de Convenția Națiunilor Unite asupra dreptului mării. Conform profesorului de Relații internaționale Valentin Naumescu, o eventuală încercare de a modifica însă Convenția de la Montreux depășește deocamdată posibilitățile politico-diplomatice reale, din prezent.
Totuși, proiectatul Canal Istambul⁠(en)[traduceți], ar putea deveni un by-pass strategic.

## Perspectiva Federației Ruse

### Perspectiva politico-militară

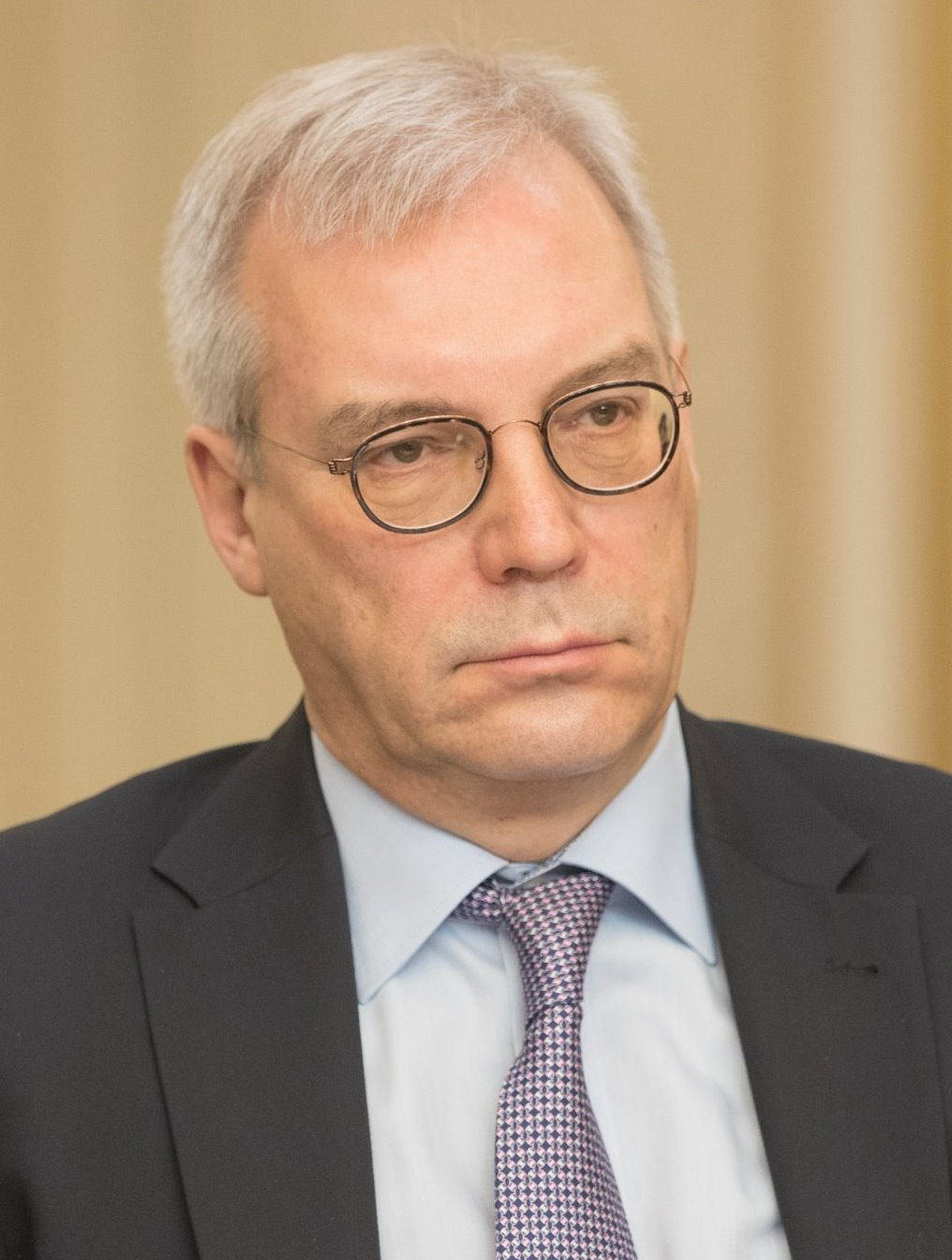
Aleksandr Grușko reprezenta Federația Rusă în 2016 la Cartierul General al NATO de la Bruxelles.

Din punct de vedere rus, flota NATO ar reprezenta o provocare la adresa Rusiei. De altfel, Federația Rusă a respins în 2016 ideea existenței unei flote NATO în regiune, susținând perspectiva reglementată prin Convenția din 1936 de la Montreaux, conform căreia Marea Neagră este o mare închisă și nu poate fi spațiu NATO. Acest proiect a fost considerat de către Moscova drept fiind de natură să submineze securitatea și stabilitatea regiunii Mării Negre, iar autoritățile au afirmat că statul rus este obligat să ia măsuri adecvate, cu scopuri asiguratorii în ce privește propria securitate la frontierele sale sudice.
În viziunea exprimată în același an (2016) de Aleksandr Grușko⁠(en)[traduceți], reprezentantul rus la sediul NATO⁠(en)[traduceți] din Bruxelles, problema formării unei flote NATO pontice ținea de încercarea SUA „de a cuceri această zonă maritimă” cu navele echipate cu rachete Aegis⁠(en)[traduceți]. Tot acesta a avertizat că, Marea Neagră „nu va deveni niciodată nu lac NATO”, perspectivă reafirmată în anul 2023 de către purtătorul de cuvânt al conducerii ruse, Dmitri Peskov, care, a transmis că pentru toate statele riverane Marea Neagră trebuie să fie o mare a „cooperării, interacțiunii și securității." și că „de asemenea, ar trebui să aibă o securitate indivizibilă".
Narativele exprimate mai sus însă  de Grușko au survenit însă într-un context, în care, Rusia anexase Crimeea printr-o intervenție militară, activitățile militare ale acesteia au inclus în epoca respectivă transfer de escadrile de aeronave și nave de atac, precum și exerciții militare navale în Marea Neagră, iar din partea Federației Ruse apăreau periodic anunțuri referitoare la dezvoltarea de noi arme (acestea fiind indicii ale faptului că Rusia exprima tendința de a renunța la diplomație și de a-și rezolva interesele manu militari⁠(en)[traduceți]).
Mai mult, în raport cu afirmațiile lui Peskov din 2023, este de menționat că Rusia se află angajată în prezent, încă din anul 2022, într-un război de agresiune împotriva Ucrainei și urmărește anexarea de teritorii ale acesteia.   Vezi și articolul:  Format:Imperialism postsovieticVezi și articolele [[{{{2}}}]] și [[{{{3}}}]]Vezi și articolele [[{{{4}}}]], [[{{{5}}}]] și [[{{{6}}}]]Vezi și articolele [[{{{7}}}]], [[{{{8}}}]], [[{{{9}}}]] și [[{{{10}}}]]Vezi și articolele [[{{{11}}}]], [[{{{12}}}]], [[{{{13}}}]], [[{{{14}}}]] și [[{{{15}}}]]Vezi și articolele [[{{{16}}}]], [[{{{17}}}]], [[{{{18}}}]], [[{{{19}}}]], [[{{{20}}}]] și [[{{{21}}}]].
Regiunea Mării Negre este, în acest moment, subiect de acțiune pentru recâștigarea controlului asupra acesteia de către Federația Rusă și reprezintă baza de proiecție a puterii ruse în zonele adiacente. Având cartierul general la Rostov-pe-Don, Districtul Militar Sudic reprezintă centrul puterii militare ruse în ce privește Marea Neagră, Caucazul de Sud și Orientul Mijlociu, iar Crimeea este, în acest context, pivotul strategic care deservește scopurile strategice ale Federației. Cu scopurile enunțate anterior, consolidarea forței ruse în regiune a presupus atât creșterea prezenței militare în Crimeea și în Caucazul de Sud, cât și consolidarea alianței militare cu Armenia, îmbunătățirea relațiilor cu Turcia și creșterea puterii flotei.
Pornit prin anexarea Crimeii, procesul de obținere a controlului de către Rusia a coastei nordice a Mării Negre se află astfel în derulare.
Anexarea Crimeei și implicarea activă în sprijinirea mișcărilor secesioniste din estul Ucrainei, de către Federația Rusă, sunt expresii ale noului Război Rece declanșat ca rezultat al luptei pentru controlul Ucrainei. Asemeni Primului și celui de-Al Doilea Război Mondial și primului Război Rece și acesta s-a declanșat drept efect, al luptei pentru controlul regiunii dintre mările Baltică și Neagră.

### Flota (rusă) a Mării Negre

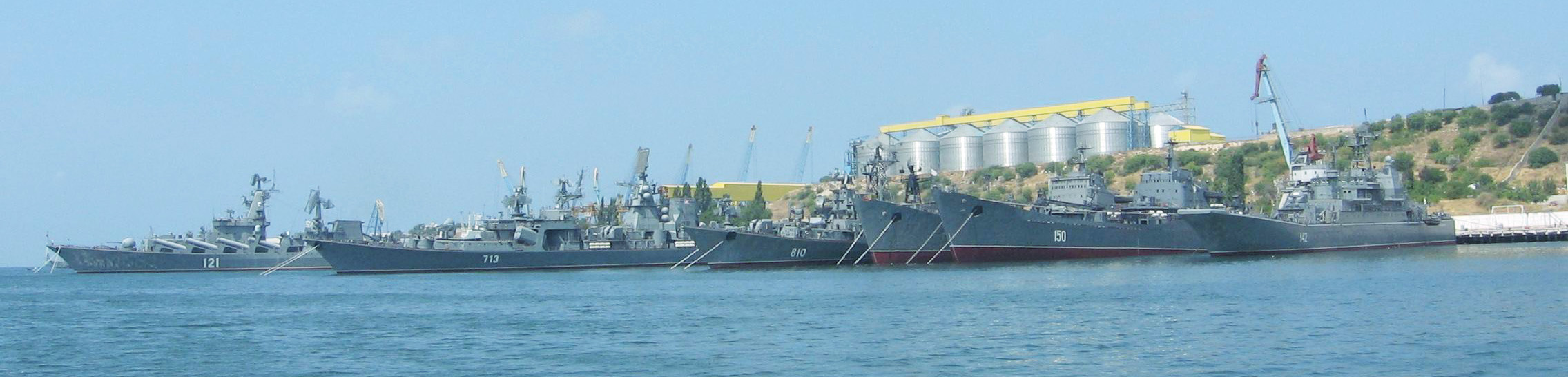
Nave ale Flotei Mării Negre la Sevastopol (aici în august 2007).

De la origini, rolul Flotei Mării Negre ruse a fost definit ca fiind o modalitate de de exprimare a dorințelor hegemonice ale Rusiei, în Marea Neagră. În prezent, întărirea flotei proprii de către Federația Rusă se înscrie atât în eforturile acesteia de a contracara influența NATO în Regiunea Mării Negre, cât și de a asigura proiecția puterii ruse dincolo de această regiune, respectiv în Orientul Mijlociu, în Marea Mediterană și în Oceanul Planetar.
Modernizarea și extinderea Flotei Mării Negre evoluează atât în ce privește flota costieră⁠(en)[traduceți] (litorală) cât și în ce privește flota oceanică⁠(en)[traduceți] (destinată activității în Marea Mediterană și în Oceanul Planetar).

## Perspectiva SUA și a NATO

### Perspectiva politico-militară
În concepție, la origine obiectul existenței unei forțe operative navale în Marea Neagră, a NATO, ar fi fost compensarea amprentei militare ruse în regiune, amplificată semnificativ după anexarea Crimeei și a fortificării acesteia. În speță, scopurile urmărite ar fi fost atât contestarea supremației navale a Federației Ruse, în zonă, cât și extinderea Inițiativei Europene de Reasigurare⁠(en)[traduceți] a Statelor Unite ale Americii, la nivelul teatrului de operații pontic. Mai mult, proiectul le-ar fi oferit Ucrainei și Georgiei, aspirante la statutul de membrul al Alianței, un nou spațiu de cooperare în cadrul acesteia, ceea ce ar fi fi fost compatibil cu abordarea SUA de „conducere din spate”. La momentul la care a fost emisă idee unei flote militare în arealul pontic operaționalizată de către Alianța Nord-Atlantică, respectiv în anul 2016, nu exista însă o concepție integrată aer-apă⁠(en)[traduceți] la nivelul teatrului de operații implicat. Drept efect, componente precum cele reprezentate de capabilități, structură de comandament și arhitectură a sistemelor de apărare bazate pe rachete urmau să fie asamblate în mod coerent, în timp, pentru a asigura integrarea operațiilor aeriene și maritime.
De asemenea, nu era clarificat nici rolul, pe care, diversele componente urmau să-l aibă în arhitectura de securitate a zonei (în mod necesar aceasta trebuind să fie coerentă). Pe de altă parte, era evident aspectul privitor la necesitatea revitalizării cu același grad de prioritate atât pe partea maritimă (incluzând apărarea de coastă⁠(en)[traduceți]), cât și în ce privește capacitatea de protecție și de apărare aeriană (asigurată de capabilități de protecție aeriană ofensivă și de sisteme de apărare anti-aeriană). Mai mult, discuția dusă înainte de Summitul NATO de la Varșovia din 2016⁠(en)[traduceți] a formalizat variante în legătură cu care nu a existat o susținere clară, orientarea spre flotă, flotilă, grup de luptă, grupare navală, prezență avansată⁠(en)[traduceți] sau exerciții militare navale, nefiind definită.
Nu în ultimul rând, lipsea din discuțiile duse în interiorul Alianței subiectul partajării responsabilităților regionale în materie de proiecție aeriană și maritimă (respectiv antiacces și de interdicție), subiect care ar fi trebuit să includă și o discuție despre fuziunea între Bulgaria, România și Turcia a activităților militare. Mai mult, pe fondul diverselor limitări și condiționări politice ale statelor NATO riverane mării, în mod implicit ar fi fost foarte dificilă crearea unei formațiuni maritime multinaționale, care, să acționeze în misiuni de apărare colectivă în sensul Articolului 5.
În contextul ilustrat mai sus și reprezentat de lipsa unui concept aerian și maritim adaptat în mod particular Mării Negre, de absența unei clarificări a problemei capabilităților de protecție împotriva unor măsuri similare ale părții adverse și a unei protecții credibile oferite de către Alianța Nord-Atlantică în aceast areal, nu s-ar fi putut asigura apărarea unei grupări navale NATO cu rol antiacces și de interdicție în Marea Neagră precum deja, la acel moment, se putea proceda în regiunea baltică.

### Capabilități
Cantitativ, majoritatea unităților maritime ar fi asigurate de capacitățile navale ale statelor NATO litorale. Totuși, capabilitățile navale românești și bulgare⁠(en)[traduceți] rămân și vor rămâne pe timp scurt și mediu foarte limitate, sarcina lor fiind protecția litoralului și patrularea de coastă⁠(en)[traduceți]. Spre diferență de cele două state, Turcia dispune de o flotă modernă, puternic dezvoltată și calitativă, marina turcă⁠(en)[traduceți] trebuind însă să se împartă între teatrele de operații navale pontic și meditaranean.
Orice evaluare a capacităților reale ale actorilor regionali pornește astfel, de la premisa că proiectul unui grup operativ NATO pontic se raportează, în mod esențial la capacitatățile navale turce, iar dacă Turcia nu dorește participarea la o astfel de forță navală, pariticiparea altor membri occidentali ai NATO este improbabilă.

### Coordonate istorice
Din 1991, Turcia a promovat o serie de inițiative (precum Organizația de Cooperare Economică la Marea Neagră, Forța Navală a Mării Negre și Operațiunea Armonia Mării Negre⁠(en)[traduceți]), care, au oferit ocazia adoptării unor măsuri de consolidare a încrederii turco-ruse și de cooperare navală. În același timp, inițiativele au fost concepute spre a afirma, într-un cadru regional, rolul de lider al Turciei, care, tot din 1991 s-a opus mereu implicării oricăror puteri străine în Marea Neagră. În concepția statului turc, creșterea activității navale a NATO în apele pontice ar putea să slăbească regimul juridic al strâmtorilor prin care Marea Neagră comunică cu Marea Mediterană și să degradeze poziția navală dominantă a marinei turce, în această zonă. În acest context, după 2000 SUA au sprijinit creșterea cooperării navale între părțile interesate.
| “                    | Alianța nu e chiar renumită pentru viteza și promptitudinea cu care se adaptează la noile amenințări [...] | ” |
| — Oana Popescu, 2016 | |   |

Ideea unei flotile (NATO) pontice a fost propusă de SUA în 2016 la Forumul Mării Negre de la Napoli Bulgariei, Georgiei, României, Turciei și Ucrainei, în contextul sporirii capacității A2/AD ruse în zonă, asociată militarizării Crimeii. Inițiativa respectivă a avut și alte rațiuni, dat fiind atât că forțele și capacitățile navale permanente ale NATO nu erau constant angrenate în operațiuni, cât și că există limitele de tonaj, tipuri de nave și timp de staționare limitate de Convenția de la Montreux. Inițiativa a fost promovată în contextul unei ferestre de oportunitate dată de degradarea relațiilor ruso-turce din timpul crizei siriene.
În timp ce România a primit în mod entuziast propunerea și și-a asumat-o, Turcia s-a opus categoric, interesată fiind în menținerea statusului reprezentat de dominația Turciei și Rusiei asupra zonei pontice. Bulgaria inițial nu a oferit o poziție, dar ulterior considerând propunerea nerealistă, nu a acceptat-o. Ucraina și Georgia, deși au fost de acord nu mai dispuneau de flote militare, ca efect al acțiunilor Rusiei. O a doua propunere susținută de România și Bulgaria, care ar fi urmat să ducă la crearea unui cadru întrunit de coordonare al NATO pentru zona Mării Negre, a întâmpinat și aceasta opoziția Turciei.
Diferențele de viziune dintre cele 3 state NATO litorale și respectiv lipsa acestora de consens, împreună cu interesul scăzut al Germaniei, Franței și Italiei pentru zona sud-estică a Flancului Estic al NATO, au făcut astfel să eșueze atât proiectul flotei cât și pe cel al centrului întrunit de coordonare, deși exista susținerea SUA.
Inexistența în grupul țărilor NATO riverane a unui lobby convingător și a unor acțiuni coordonate și coerente de promovare a intereselor de securitate, precum cele de la nivelul grupului Poloniei și Statelor baltice, nu avea cum să genereze rezultate similare celor în zona nordică a Flancului Alianței. În acest context, este de menționat că în numărul din iunie-iulie 2016 al Foreign Policy⁠(en)[traduceți] România, centrat pe subiect, jurnalistul Octavian Manea a folosit post hoc pentru a ilustra flota propusă un joc de cuvinte, numind-o „Flota Morgana”.
În luna februarie 2017, totuși, cele 3 țări litorale NATO au ajuns la un acord prin care, prezența NATO în zonă urma să crească prin intermediul Forțelor Navale Permanente ale NATO (în engleză NATO Standing Naval Forces, acronim NSF), având ca scop trainingul, exercițiile și conștientizarea situației. De asemenea, Comandamentul Maritim Aliat⁠(en)[traduceți] (în engleză Allied Maritime Command, acronim MARCOM) din Marea Britanie urma să asigure coordonarea Forțelor Navale Permanente ale NATO, în ce privește activitățile pe care acestea ar fi urmat să le desfășoare în Marea Neagră.

### Coordonate actuale

#### Schimbarea de concept
Adoptat la Summitul de la Madrid⁠(en)[traduceți], conceptul strategic din 2022 al NATO a evidențiat faptul că Regiunea Mării Negre este de importanță strategică pentru Alianță, într-un context în care o eventuală exercitare a controlului asupra acestei linii de de falie majoră a concurenței strategice care este Marea Neagră, de către Rusia, o poate plasa pe aceasta într-o poziție dominantă în raport cu Flancul Estic al NATO, cu implicații mari pentru Alianță. Nu în ultimul rând, tabloul include prezența Chinei în această arenă de competiție strategică.
Conform unei enunț emis în luna februarie 2023 de analiștii Luke Coffey și Can Kasapoğlu, orice abordare politico-militară cuprinzătoare, a regiunii, este necesar să ofere o strategie multidomeniu.
Din această perspectivă, prezența navală a NATO în Marea Neagră ar urma să capete un alt pattern, după încheierea conflictului din Ucraina,  decât cel anterior acestuia. Și acest nou pattern ar urma să fie subsumat însă, în continuare, condiționărilor impuse de Convenția de la Montreux.
Astfel, ar putea fi stabilită o misiune de patrulare maritimă de către navele NATO, după modelul misiunii de poliție aeriană din zona baltică (ceea ce România și Bulgaria ar aprecia), statelor litorale aliate și partenere le-ar putea fi furnizate atât asistență de către NATO și SUA pentru creșterea capacităților flotelor lor militare, cât și tehnologie referitoare la navele fără pilot, iar Garda de Coastă a SUA ar putea fi mai activă, în regiune.
De asemenea, ar putea fi luată în discuție crearea unei baze navale NATO multinaționale în România. Date fiind limitările impuse de Convenția de la Montreux, în ce privește statele neriverane pontice, această bază ar putea fi operată de nave de luptă fiabile cu tonaj sub 10.000 de tone, cu un regim programat de tranzitare a strâmtorilor. Printre alternativele existente, se află însă și conversia unor nave auxiliare⁠(en)[traduceți] civile cargo de suport logistic⁠(en)[traduceți], sau a altor tipuri de nave civile (precum nave de suport la scurgeri de petrol⁠(en)[traduceți] – în engleză oil spill response vessel), care, odată intrate în Marea Neagră pot fi convertite în nave militare în șantierele navale românești, prin folosirea unor sisteme modulare de armament sau a unor platforme terestre sau aeriene cu aripă rotativă. Acestea ar trebui să aibă acces la o bază de întreținere, iar în cazul în care Turcia ar protesta, navele NATO ar putea fi din punct de vedere nominal trecute în administrarea României sau a unui alt stat riveran Mării Negre, cu idei similare. La rândul lor, nave auxiliare concepute pentru transportul de combustibil, care, nu sunt limitate din punct de vedere al includerii în tonajul agregat al puterilor extrariverane maxim admis, pot fi echipate cu capabilități de angajare (incluzând sisteme temporare de rachete, echipament de război electronic⁠(en)[traduceți] ori sisteme modulare de lovire, nespecificate explicit în Convenție). Deși ar fi și acestea obligate să părăsească Marea Neagră la câteva săptămâni, ar oferi un suport semnificativ, din punct de vedere militar.
Vezi și articolul Navă auxiliară de transport din clasa Point⁠(en)[traduceți]

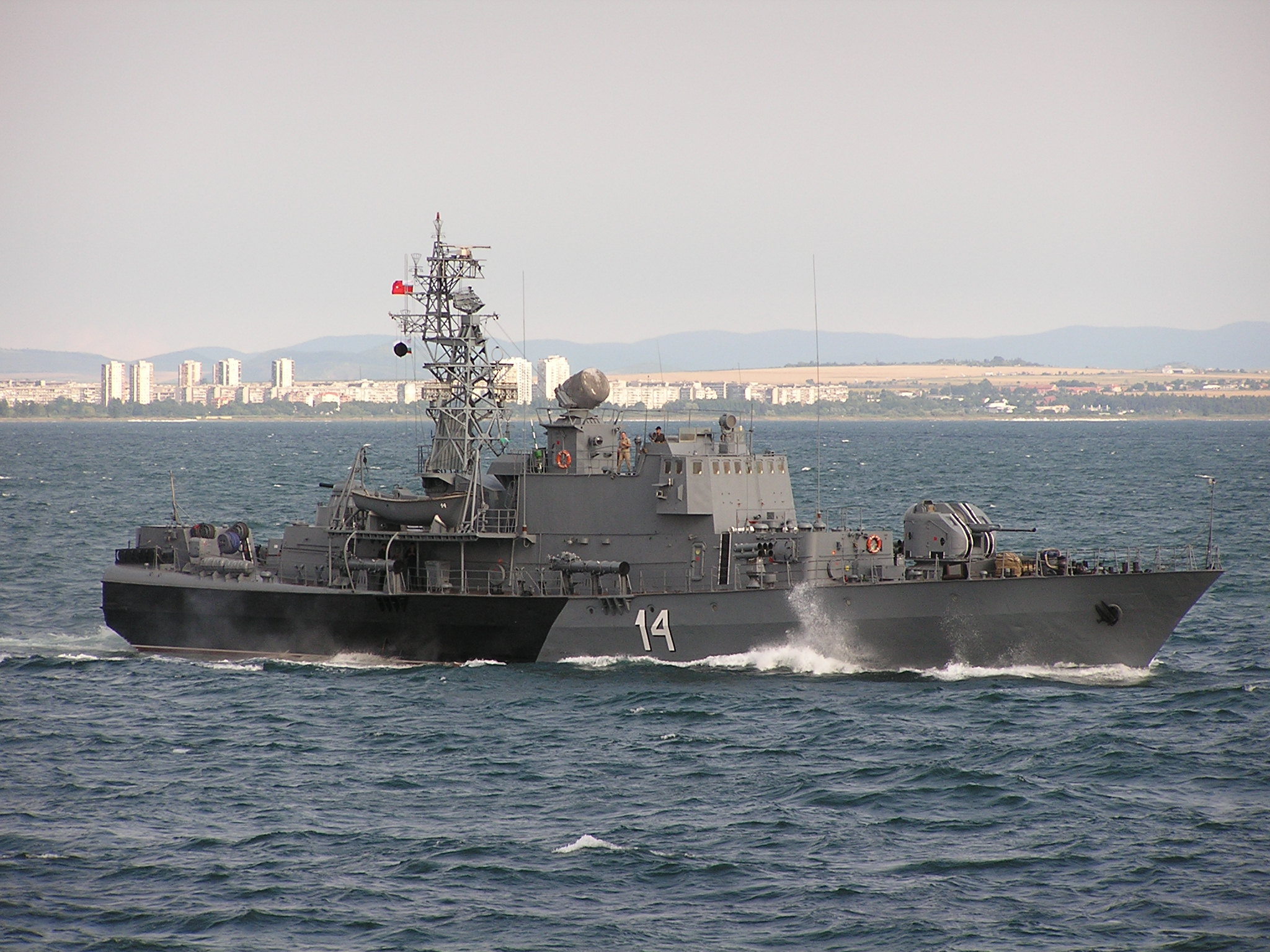
Corveta bulgară Bodri, lângă Burgas (aici în 2005).

Pe fondul dezechilibrelor economice și militare regionale, strategia de urmărit nu este una în care puterea navală a Federației Ruse să fie compensată sub forma navă pentru navă și aeronavă pentru aeronavă, o asemenea cursă a înarmărilor fiind ineficientă din punct de vedere financiar. Abordarea dezechilibrului militar prin structurarea unei apărări asimetrice cu costuri reduse, care este la îndemână statelor mai mici din regiune, poate perturba în mod eficient proiecția puterii ruse.
În această optică, statele din regiune ar putea crea în cadrul NATO sau Uniunii Europene o rețea flexibilă, cu scopul de a-și construi propriile capabilități antiacces și interdicție. Aceasta le-ar ajuta să nu se bazeze pe prezența SUA, pretabilă atât la modificări legate de politica sa internă, cât și la restricții bugetare. Mai mult, o amprentă militară crescută a SUA ar putea incita Rusia să folosească tactici mai coercitive.
Există astfel o cale naturală de a se ajunge la o flotă multinațională NATO care să opereze în regiune: respectarea de către fiecare din statele riverane mării a țintelor de capabilități asumate în cadrul Alianței Nord-Atlantice, alături de standardele de operaționalizare a forțelor asumate de respectivele state, care, pot astfel interacționa fără probleme.

#### Poziția Turciei
Sprijinul Turciei rămâne un factor critic pentru derularea oricărui răspuns în timpul unei crize militare, din cauza capacităților sale navale și a responsabilității acesteia pentru strâmtori, în temeiul Convenției de la Montreux. Dependența intereselor turcești  de securitate din Siria de menținerea cooperării cu Rusia, precum și dependența turcă de importurile  de gaz natural din Rusia sunt factori care însă interferă cu voința statului turc de a contracara în arealul pontic, agresivitatea rusă.
Turcia reprezeintă un factor de realpolitik ce trebuie încorporat în orice evaluare. În acest context, este de menționat că statu quo în regiunea maritimă nordică a acesteia, exprimat de primatul regimului Convenției de la Montreux în afacerile politico-militare ale Mării Negre este netranzacționabil, fiind de remarcat însă că prioritizarea acestuia de către Turcia este totuși ambivalentă. Astfel, deși statu quo a condus uneori la convergențe de interese între Turcia și Rusia, alteori a determinat acțiuni de stopare a pozițiilor agresive ruse în zonă, de către turci. Pe de altă parte, interesul Turciei este în esență acela de preveni transformarea Mării Negre într-un teatru de conflict militar între Rusia și NATO, deoarece având calitatea de membru al Alianței Nord Atlantice, statul turc ar fi obligat să intervină în respectivul conflict.
Exceptând statu quo, orice alt aspect ar putea fi însă discutat. Cu toate acestea, drept efect al invaziilor ruse în Georgia și Ucraina posibilitățile Turciei, în mod tradițional interesată în dezvoltarea dialogului și cooperări regionale în zona pontică, de a deschide inițiative regionale comune sunt aproape inexistente, motiv pentru care ar putea fi pus în practică un model de cooperare regională la Marea Neagră, incluzând eventual cooperări între statele NATO litorale.

#### Poziția SUA

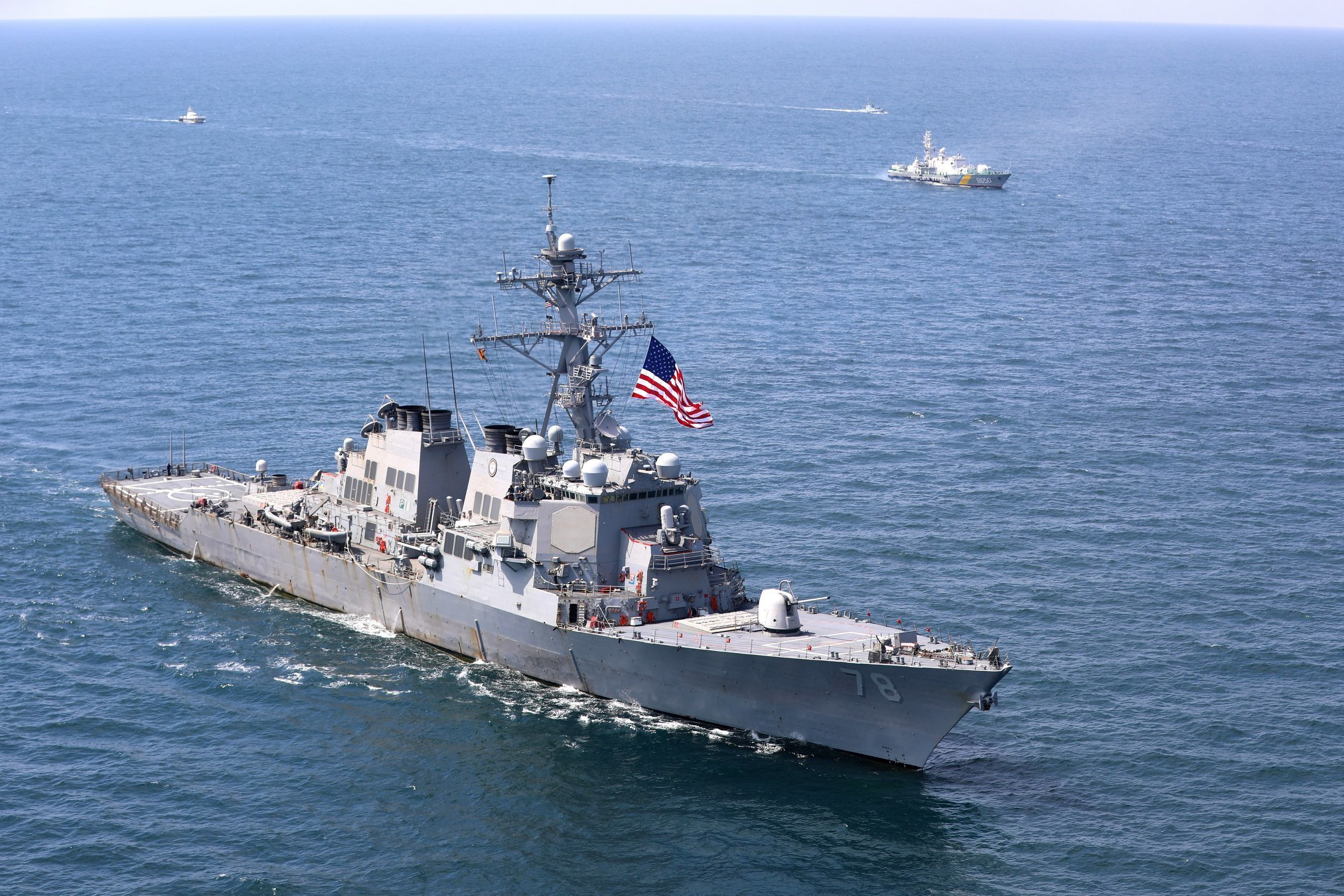
Distrugătorul american en în Marea Neagră, în timpul exercițiului multinațional Sea Breeze 2020.

În vara anului 2022, un proiect de lege bipartizan din Statele Unite ale Americii a inițiat crearea unei strategii pentru areal, din perspectiva intereselor SUA. Black Sea Security Act of 2022 stipulează ca SUA să apere, în cooperare cu aliații din NATO și cu Uniunea Europeană, libertate de navigație în Marea Neagră și să promoveze dezvoltarea acesteia precum și a posibilităților de acces economic, în zonă. Printre măsurile militare care ar urma să asigure securitatea, în perspectiva acestui deziderat, proiectul de lege stipulează ca SUA să pledeze, în cadrul NATO și printre aliații NATO, pentru dezvoltarea unei prezențe maritime regulate, rotaționale, în Marea Neagră a Alianței. Această măsură ar urma să fie inclusă într-un pachet de acțiuni prin intermediul cărora implicarea regională, prezența militară și coordonarea NATO în regiune ar urma să crească. În mod direct, respectiva prezență navală ar urma să se articuleze unei prezențe militare permanente și susținute a NATO, la nivelul Flancului Estic și să acționeze sub coordonare unui cartier general multinațional terestru de 3 stele, cu responsabilitate în ce privește întreaga Zonă extinsă a Mării Negre.
În acest context, a apărut în noiembrie 2022 o opinie exprimată de Iulia Joja și Batu Kutelia⁠(ka)[traduceți], precum că SUA ar trebui să ia în considerare crearea unei a patra baze militare în România, de această dată maritimă. Scopul ei ar fi să să permită traficul maritim pentru alte puteri occidentale și pentru România, Ucraina și alte națiuni ale Mării Negre și să ofere suport unei flote mici și flexibile, cu componente de apărare și de supraveghere aeriană, în această mare.
În opinia lui Joja și Kutelia, ansamblul măsurile militare adoptate de SUA și NATO ar urma să conducă la crearea, în regiune, a unei zone în care să funcționeze eficient măsuri de descurajare a Rusiei, sub cupola strategiei antiacces și de interdicție. În mod direct, conform respectivei opinii, prin inițiativa în cauză țările occidentale ar urmea să conteste cedarea „acestui corp vital de apă” sferei de influență a Rusiei.
În ce privește orice propunere referitoare la creșterea implicării SUA în Marea Neagră ar fi însă necesar, conform analiștilor Luke Coffey și Can Kasapoğlu, ca propunerea respectivă să includă implicarea și consultarea cu Turcia, fără a-i submina acesteia controlul suveran asupra strâmtorilor.

## Perspectiva României

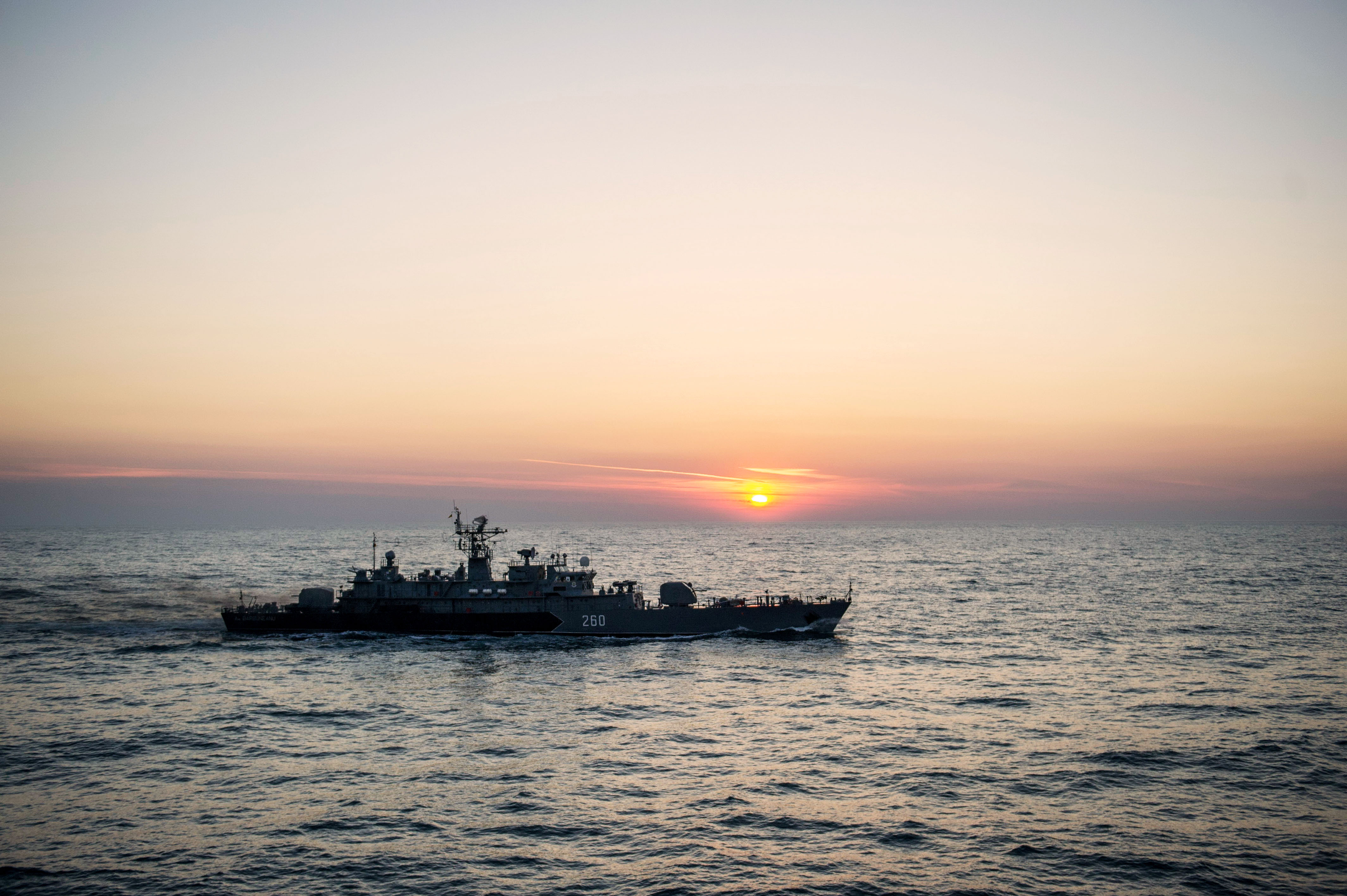
Corveta Forțelor Navale Române Amiral Petre Bărbuneanu, aici în 2014.

În ce privește securitatea sa maritimă (componentă care se află alături de securitatea aeriană și de de apărarea teritorială, inclusă în apărărarea națională), statul român are de apărat ca și obiective permanente din punct de vedere militar atât linii de comunicație maritimă și infrastructură navală (civilă și militară) în zona de coastă,  cât și interese economice în zona sa economică exclusivă (exploatări energetice – în special, dar și pescuit comercial). Asigurarea respectivelor obiective este relaționată în mod direct cu interesul național de apărare și este o componentă a cadrului general al strategiei naționale de apărare.

### Perspectiva mainstream
Consecutiv aderării la NATO în 2004 și la Uniunea Europeană în 2007, România a acordat o atenție sporită securității în zona pontică, promovând în cadrul celor două organizații o agendă, care, are ca subiect transformarea Mării Negre dintr-o mare ruso-turcă, într-una mai deschisă către Uniunea Europeană și NATO. Pe de altă parte, criza din Ucraina a expus România unei amenințări de securitate semnificative și confruntată cu existența unui deficit major în ce privește atât apărarea navală cât și descurajarea în mediul maritim, partea română s-a gândit că acoperirea respectivului deficit poate fi realizată prin intermediul unei flote NATO.
Percepția divergentă a amenințărilor de securitate și poziția diferită asupra politicii de securitate în Marea Neagră, exprimate de Turcia, România și Bulgaria, diferă de pozițiile unitare exprimate de Polonia și Statele baltice. La rândul lor, Franța și Italia nu sunt în mod deosebit interesate de situația de securitate din zonă, în raport cu interesul crescut pe care îl acordă Africii și Mediteranei, în timp ce Germania este  mult mai interesată de zona nord-estică a flancului în raport cu cea sud-estică. Pe acest fond existent, România și-a asumat în anul 2016 perspectiva de a sprijini initiativa pentru constituirea unei grupari navale NATO in Marea Neagra, dar nu a reușit să influențeze NATO ca acesta să aibă aceeași politică de apărare și de descurajare în areal, ca cea din zona de nord-est a Flancului Estic și a reușit să mobilizeze din partea organizației numai un răspuns întârziat și parțial, la remilitarizarea rusă a arealului pontic.
Partea română a fost de la bun început conștientă că obiectivul era unul cu caracter aspirațional, iar contextul reprezentat de absența capabilităților de apărare, a respectivei flote, crea premise favorabile pierderii rapide, în cazul unui atac rus, a uriașei investiții care s-ar fi făcut în zona maritimă. Eficiență mai mare, conform concepției sugerate de SUA ar fi avut crearea de către România a unei proprii regiuni de interdiție (în engleză A2/AD bubble), care, să o contracareze pe cea rusă aflată în curs de formare.

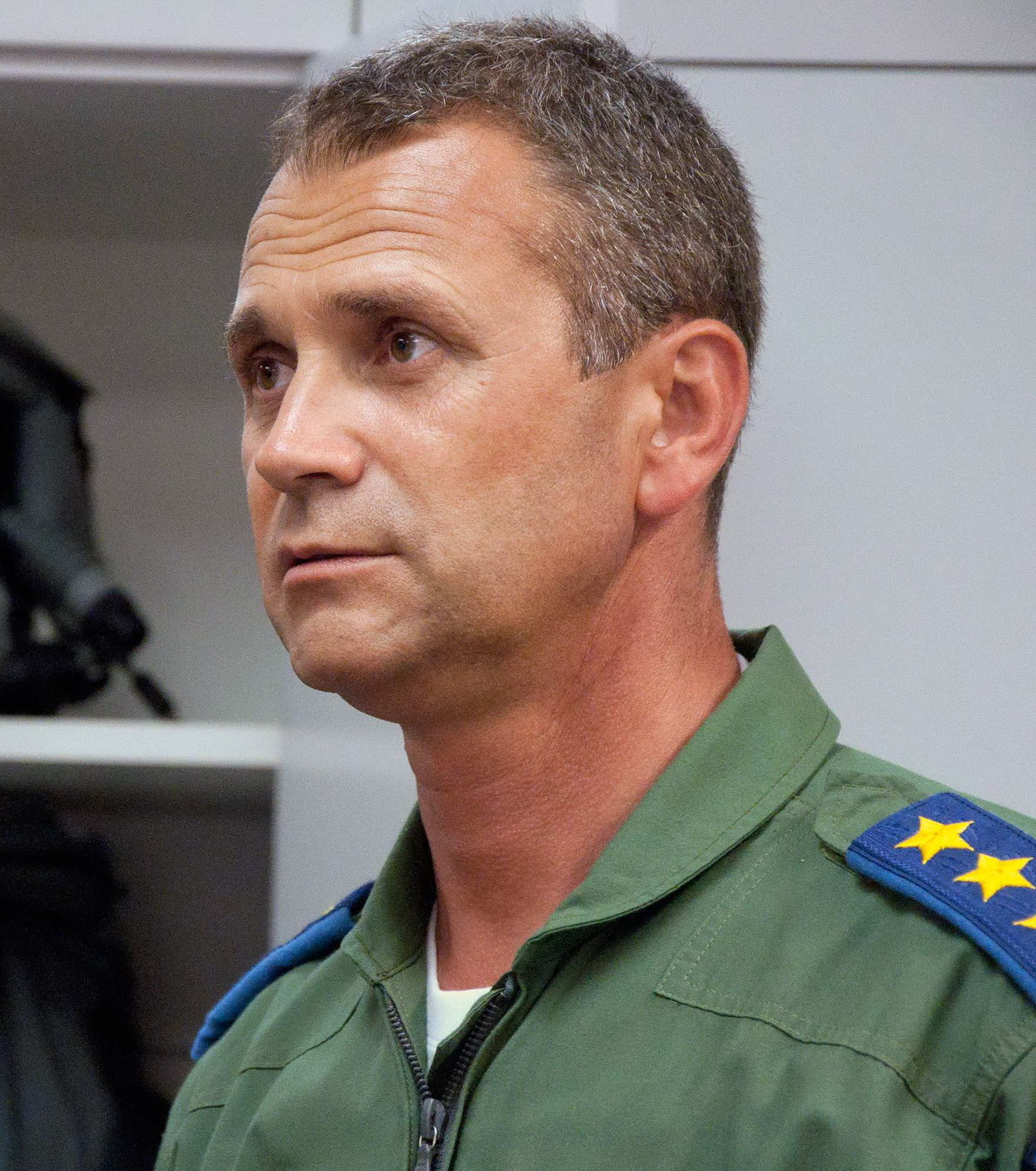
Generalul Ștefan Dănilă a emis supoziția că Turcia s-ar putea ocupa, având ca bază un tratat, de securizarea căilor de comunicații, porturilor și zonei economice exclusive ale României, între țărmurile românești și strâmtori.

Pe măsura creșterii presiunii militare ruse în areal, interesul autorităților centrale române de a întări prezența SUA și a NATO în zonă are tendința de a crește. Deși statul român ar avea probabil voința și capacitatea de a contribui la o inițiativă militară regională în Marea Neagră, în contextul poziției sale istorice în raport cu Rusia, are totuși dificultăți în a alege suportul principal care să susțină interesele sale maritime de securitate. Astfel, conform unei opinii emise în 2022 de comandorii Valeriu Scipanov și Florin Nistor, este de menționat că, pentru următoarea perioadă (probabil de 3 decenii), România va fi nevoită să-și predea unei alte entități propria securitate maritimă. Posibilitatea unei astfel de eventuală soluție a fost exprimată și de generalului Ștefan Dănilă – fost șef al Statului Major General al Armatei Române în perioada 2011 – 2015, care, într-un interviu din august 2023 a afirmat că România ar putea securizaa căile sale maritime de comunicati, porturile și zona economica exclusivă printr-un tratat cu Turcia, în ce privește securitatea de în arealul dintre strâmtori și țărmul românesc.
În acest context și a imposibilități politico-diplomatice reale de a fi renegociată Convenția de la Montreux, a apărut ideea generalului american Ben Hodges⁠(en)[traduceți] (ieșită din comun conform profesorului de Relații internaționale Valentin Naumescu), de aducere în Marea Neagră a unor nave de luptă americane, sub pavilion românesc. Ideea a fost reluată și sub forma unei flote NATO, tot sub pavilion românesc.
Există, de asemenea și posibilitatea încercării de operaționalizare a unor subtrefugii, precum cel al navelor care ajung în mare pe alte rute decât strâmtorile Bosfor și Dardanele, a căror perioadă de staționare nu este acoperită de Convenția de la Montreux, sau cel al navelor staționate în cursurile de apă legate de Marea Neagră, asupra cărora nu se aplică textul Convenției.
Pe de altă parte, în perspectiva unei cooperări SUA – Turcia – NATO, conforma analiștilor Luke Coffey și Can Kasapoğlu, NATO împreună cu SUA și Turcia s-ar putea implica în oferirea de suport pentru dezvoltarea și creșterea capacității Forțelor Navale Române, ca și obiectiv, în cadrul unei strategii multidomeniu de abordare politico-militară a geopoliticii Mării Negre.

### Alte opinii

Harta zonelor economice exclusive la nivelul Mării Negre.

În raport cu opinia asumată de statul român, avocat al asigurării securității la nivelul întregii Regiuni a Mării Negre prin intermediul NATO, analistul Gabriel Elefteriu a exprimat în 2016 o opinie divergentă, sugerând că România nu are interese directe de apărare națională dincolo de perimetrul zonei economice exclusive.
Acesta a menționat ca argumente în contra asumării de către România a conceptului de „securitate a Mării Negre”: rebalansarea SUA spre Asia și problemele cu care se confruntă Uniunea Europeană, care, le fac pe acestea mai puțin dispuse să se concentreze spre zona pontică, handicapul strategic militar Aliat impus de respectarea Convenției de la Montreux, precum și neînțelegerea pe deplin de către establishmentul român a rolului Turciei, în zonă. Acestora le-a adăugat dimensiunea greu de atins a costurilor materiale și de securitate pentru posibilitățile reale, ale României, în ce privește schimbarea balanței regionale de forțe (chiar și în cooperare cu Bulgaria și Turcia), în contrapartidă cu satisfacerea intereselor sale militare directe.
Un alt argument adus s-a referit la optimizarea balanței dintre apărarea terestră, aeriană și maritimă, Elefteriu apreciind că, amenințarea rusă dinspre Marea Neagră și interferențele rusești în apele teritoriale și în zona economică exclusivă ce revine României sunt pe timp de pace, supraestimate. Mai mult chiar, acesta a pledat pentru apărare maritimă, în caz de conflict – exclusiv a zonei litorale, afirmând că asigurarea libertății de navigație și a securității zonei economice exclusive a României și a activităților economice care depind de aceasta nu sunt esențiale, pentru statul român. Chiar și posibilitatea ca România să pareze prin intermediul unei arhitecturi proprii de interdicție (bazată pe aviație, rachete anti-navă și sistemele aferente) un eventual atac, astfel ca statul român să poate rămâne în continuare ulterior acestuia un jucător în spațiul pontic, a fost negată în anul 2016 de analist.
În opinia lui Elefteriu, prioritară ar trebui să fie asigurarea de capabilități de interdicție necesare ducerii unui „război de litoral” (în engleză littoral warfare) centrat pe aviație și unități navale mici (care ar putea prezerva și liniile de navigație costieră), resursele majore urmând să fie direcționate cu scopul asigurării de capabilități terestre și aeriene, necesare în mod vital apărării în cele mai probabile scenarii de conflict (Moldova sau Odesa). În acest context, obiectivul de refacere a forțelor navale maritime este doar unul pe termen lung.
În logica exprimată mai sus, reorientarea spre instalarea unei arhitecturi A2/AD în Dobrogea, alături de rebalansarea politicii externe spre asigurarea unei conectări a zonei sudice a Flancului Estic al NATO cu zona de nord  și a unei consolidări politico-militare în areal, în vederea omogenizării sale în ce privește apărarea terestră și aeriană, sunt obiective fezabile pe termen scurt și mediu.